# 那須温泉ファミリースキー場
那須温泉ファミリースキー場（なすおんせんファミリースキーじょう）は、栃木県那須町にあったスキー場。2022年3月21日で営業終了。

## 概要
1961年12月、那須岳国有林に町営の国設那須岳スキー場として開設。年々設備を拡充していった。
1994年、近隣にマウントジーンズスキーリゾート那須オープンにより、利用者減少したため1996年に1億4600万円をかけて設備更新、名称も現名称に改めた。
2022年1月27日、那須町は同日の定例記者会見にて3月をもってスキー場の営業を休止すると発表した。スキー人口の減少や新型コロナウイルス感染症 (2019年)感染拡大による売上減少したため、年間で2,000万円から3,000万円必要となる運営費とともに老朽化したリフト設備の修繕費（およそ5,800万円必要）確保が困難になっているのを理由としている。国有地の返還は原状回復が必要なため今後も年間借地料40万円を那須町が支払い、年間を通した誘客施設への転換を検討しているが、スキー場としては事実上の閉鎖となる。
2022年3月21日を最後に営業を終了した。

## 利用者数
- 1970年代後半から1980年代前半 - 毎年約5万人[3]で、最多は1976年度の約7万人[5]。
- 2015年度 - 約7000人[5]
- 2019年度 - 記録的な雪不足もあり営業日は6日間のみで820人[3][5]
- 2020年度 - 新型コロナウイルス感染症の影響で8,480人[3]

## 年表
- 1961年（昭和36年）12月 - 那須岳国有林に国設那須岳スキー場として開設。第1リフト232m、ヒュッテを整備[2]
- 1965年（昭和40年） - スキー場拡張[2]
- 1965年（昭和41年） - ロープトウ160m設置[2]
- 1967年（昭和43年） - 第2リフト401m設置[2]
- 1968年（昭和44年） - ヒュッテ管理事務所開設し1階に貸しスキー、2階が食堂[2]
- 1996年（平成8年） - 設備更新し現名称那須温泉ファミリースキー場に改称[2]
- 1997年（平成9年） - センターハウス新設[6]
- 1998年（平成10年） - 第1ペアリフト284m設置[2]
- 2016年（平成28年） - 町直営から指定管理者制とし第三セクター那須未来へ運営委託[3]
- 2017年（平成29年） - スキー場付近で雪崩事故が発生（那須雪崩事故）。8人が死亡、40人が重軽傷を負った。
- 2022年（令和4年）1月27日 - 那須町が委託契約終了の3月でのスキー場営業休止を発表[4][5]
- 2022年（令和4年）3月21日 - 営業終了[1]。

## ゲレンデ
出典
- リフト

第1ペアリフト（284m）、第2ペアリフト（404m）の2本。
- 第1ゲレンデ - 第3ゲレンデの3コースが整備されている。スノーボードは滑走不可
- ソリパーク（70m）

ソリ遊び専用エリア、キュービーベルトで斜面を登れる。
- 雪遊び場

雪だるま作りなど雪遊び専用エリア
- 人工降雪機は備えてない[3]

## 施設
出典
- レンタルスキー、売店、レストランなど設置している。決済方法は現金のみ取扱。

## 交通アクセス
- 公式のアクセス情報[9][6]

- 公共交通

東北新幹線那須塩原駅または東北本線黒磯駅から関東自動車 (栃木県)の路線バスで約1時間「休暇村那須」バス停下車
- 車

東北自動車道那須インターチェンジより30分、無料駐車場250台